# Evelina Bleodans
Evelina Visvaldovna Bleodans (în rusă Эвелина Висвальдовна Блёданс, în ucraineană Евеліна Вісвальдівна Бльоданс, în letonă Evelīna Bļodāns; n. 5 aprilie 1969, Ialta) este o actriță, cântăreață și prezentatoare TV rusă, ucraineană și sovietică, cu origini letone.
Născută în Ialta (Crimeea), Bleodans a declarat într-un interviu din 2015 că Crimeea „niciodată nu a fost ucraineană”, referindu-se în special la aspectul lingvistic – că limba rusă a dominat mereu peste tot în regiune. Consideră anexarea Crimeei de către Federația Rusă în 2014 un factor pozitiv.

## Discografie
Albume
- 2009: «Главное — любить!» (Glavnoe — liubit'!, Principalul e să iubești!)